# LOL (album Basshuntera)
LOL <(^^,)> (LOL to skrót od laughing out loud) – debiutancki album studyjny szwedzkiego muzyka Basshuntera, wydany 28 sierpnia 2006 roku.
Album promowany był singlami „Boten Anna”, „Vi sitter i Ventrilo och spelar DotA”, „Vifta med händerna” z gościnnym udziałem Patrika i Lillena. Niektóre późniejsze wersje albumu zawierały utwory „Jingle Bells” i „Now You’re Gone” wcześniej wydane jako single.
Album znalazł się między innymi na trzecim miejscu duńskiej listy Album Top-40 (osiągnął status podwójnej platyny), czwartym fińskiej Top 40 Albums (osiągnął status platyny sprzedając się w nakładzie 33 365 egzemplarzy) oraz na piątym szwedzkiego Top 60 Albums. W 2008 roku album zdobył nagrodę European Border Breakers Award.

## Produkcja
21 listopada 2005 roku Basshunter ogłosił, że trwają prace nad nowym albumem i że do tej pory zrealizował już dziesięć utworów. W grudniu muzyk zapowiedział wydanie singla „Welcome to Rainbow”, który ostatecznie został wydany 1 kwietnia 2006 roku jako minialbum. Zawierał tytułowy „Welcome to Rainbow” i jego remiks Hardstyle oraz dwa utwory dodatkowe – „Evil Beat” i „Boten Anna”. Artysta nagrał utwór „Boten Anna” podczas marcowej nocy i udostępnił go na swojej stronie internetowej do pobrania. W kwietniu podpisał kontrakt z wytwórnią Extensive Music i Warner Music Sweden, a piosenka została wydana na singlu 9 maja.
Produkcja albumu odbywała się w Basshunter Studio i PJ Harmony Studio. Basshunter wyprodukował większość utworów, a pozostałe trzy kompozycje wyprodukował PJ Harmony. Wokale zostały wyprodukowane przez Basshuntera wspólnie z Robertem Uhlmannem w Basshunter Studio i Extensive Studio. Album został zmasterowany przez Björna Engelmana w Cutting Room. W pracach nad trzema piosenkami pomagał mu Ali Payami. Ostatecznie prace nad albumem zajęły Basshunterowi trzy i pół tygodnia. Muzyk stwierdził, że utwory, w których śpiewa, zawierają fragmenty muzyki hard dance i hard trance tak jak jego dotychczasowe utwory, w których nie śpiewał. Zdecydował się na taki krok ze względu na starych i nowych słuchaczy. Utwór "Strand Tylösand" został zainspirowany przez imprezę, którą Basshunter i jego przyjaciele mieli latem 2005 roku.

## Wydanie

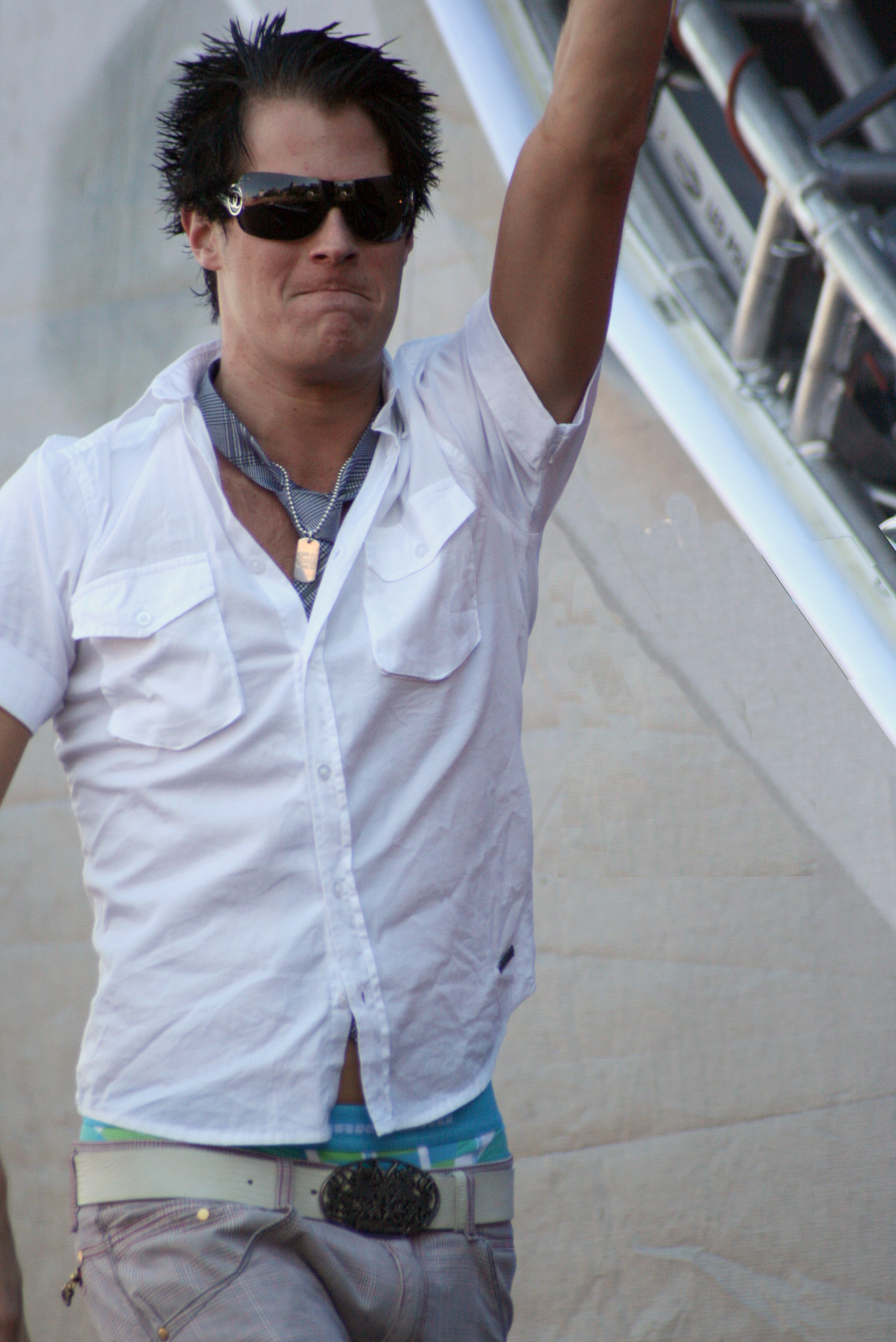
Basshunter podczas koncertu Hity Na Czasie w Szczecinie (2007)

Album został wydany 28 sierpnia 2006 roku, czemu towarzyszyło wprowadzenie nowej wersji strony internetowej muzyka, na której opublikowano ofertę dwóch jego poprzednich albumów, The Bass Machine i The Old Shit, a także utwór „Welcome to Rainbow”. Na stronie udostępniono także kompozycje do odsłuchu z albumu oraz utwory takie jak „Welcome to Rainbow” (Hardstyle Remix), „The True Sound” oraz „Här kommer Lennart”.
Drugi singel artysty „Vi sitter i Ventrilo och spelar DotA” został wydany 13 września, utwór otwiera album. Muzyk, podczas wspólnej rozgrywki wraz z przyjaciółmi w grze Warcraft III: Reign of Chaos na mapie DotA i słuchaniu piosenki „Daddy DJ” francuskiego duetu o tej samej nazwie, zaczął nucić piosenkę z własnym tekstem, co zainspirowało go do napisania kompozycji. Kolejny singel wydany w 2006 roku to „Vifta med händerna” z gościnnym udziałem Patrika i Lillena. Album zawiera w sumie dwanaście utworów oraz dwie piosenki dodatkowe, a jego długość wynosi 54 minuty i 25 sekund. Najdłuższa kompozycja „I’m Your Basscreator” kończy album.
W kolejnej wersji albumu wydanej w 2006 roku zmieniono nazwy kilku utworów oraz dodano między innymi singel „Jingle Bells” oraz utwór „The Beat”, a „Mellan oss två” zamieniono na „Between the Two of Us”. „Jingle Bells” jest coverem XIX-wiecznej kompozycji Jamesa Pierponta. Basshunter chciał uczynić piosenkę ciężką. Stwierdził, że jako świąteczna kompozycja jest to wielki świąteczny prezent. W 2008 roku wydano kilka wersji albumu zawierających również singel „Now You’re Gone”, który następnie został umieszczony na drugim studyjnym albumie Basshuntera, Now You’re Gone – The Album. „Now You’re Gone” wykonany przez DJ–a i producenta muzycznego Bazzheadza jest nową wersją piosenki „Boten Anna”, którego nowa wersja została następnie wydana z udziałem Basshuntera. W obu wersjach zaśpiewał Sebastian Westwood. W wersji albumu wydanej w Stanach Zjednoczonych dodatkowo dodano utwór „Beer in the Bar”, który Basshunter nagrał w celu uczczenia osiągnięcia liczby 50 000 znajomych w serwisie społecznościowym MySpace. W specjalnej oraz japońskiej wersji albumu dodano teledyski.

## Lista utworów
| Wersja wydana w Szwecji | Wersja wydana w Szwecji                                     | Wersja wydana w Szwecji |
| Nr                      | Tytuł                                                       | Długość                 |
| ----------------------- | ----------------------------------------------------------- | ----------------------- |
| 1.                      | „Vi sitter i Ventrilo och spelar DotA”                      | 3:22                    |
| 2.                      | „Boten Anna”                                                | 3:29                    |
| 3.                      | „Strand Tylösand”                                           | 3:17                    |
| 4.                      | „Sverige”                                                   | 2:58                    |
| 5.                      | „Hallå där”                                                 | 2:38                    |
| 6.                      | „Mellan oss två”                                            | 3:58                    |
| 7.                      | „Var är jag”                                                | 4:01                    |
| 8.                      | „Utan stjärnorna”                                           | 3:51                    |
| 9.                      | „Festfolk” [2006 Remix]                                     | 4:01                    |
| 10.                     | „Vifta med händerna” [Basshunter Remix] (Patrik och Lillen) | 3:11                    |
| 11.                     | „Professional Party People”                                 | 3:09                    |
| 12.                     | „I’m Your Basscreator”                                      | 5:25                    |
| Utwory dodatkowe        |                                                             |                         |
| 13.                     | „Boten Anna” [Instrumental]                                 | 3:20                    |
| 14.                     | „Vi sitter i Ventrilo och spelar DotA” [Extended Version]   | 7:45                    |

| Wersja wydana w Europie | Wersja wydana w Europie                                             | Wersja wydana w Europie |
| Nr                      | Tytuł                                                               | Długość                 |
| ----------------------- | ------------------------------------------------------------------- | ----------------------- |
| 1.                      | „DotA” [Radio Edit]                                                 | 3:21                    |
| 2.                      | „Boten Anna” [Radio Edit]                                           | 3:27                    |
| 3.                      | „I’m Your Basscreator”                                              | 5:24                    |
| 4.                      | „Russia Privjet”                                                    | 4:07                    |
| 5.                      | „Professional Party People”                                         | 3:08                    |
| 6.                      | „GPS”                                                               | 4:00                    |
| 7.                      | „Hello There”                                                       | 2:40                    |
| 8.                      | „We Are the Waccos”                                                 | 3:58                    |
| 9.                      | „The Beat”                                                          | 3:35                    |
| 10.                     | „Without Stars”                                                     | 3:49                    |
| 11.                     | „Throw Your Hands Up” [Basshunter Remix] (Patrik and the Small Guy) | 3:10                    |
| 12.                     | „Strand Tylösand”                                                   | 3:17                    |
| 13.                     | „Between the Two of Us”                                             | 3:58                    |
| Utwory dodatkowe        |                                                                     |                         |
| 14.                     | „Boten Anna” [Instrumental]                                         | 3:20                    |
| 15.                     | „DotA” [Club Mix]                                                   | 5:44                    |
| 16.                     | „Jingle Bells [Bass]”                                               | 2:45                    |

| Wersja wydana w Stanach Zjednoczonych | Wersja wydana w Stanach Zjednoczonych                               | Wersja wydana w Stanach Zjednoczonych |
| Nr                                    | Tytuł                                                               | Długość                               |
| ------------------------------------- | ------------------------------------------------------------------- | ------------------------------------- |
| 1.                                    | „Now You’re Gone” (Radio Edit)                                      | 3:29                                  |
| 2.                                    | „DotA” (Radio Edit)                                                 | 3:21                                  |
| 3.                                    | „Boten Anna” (Radio Edit)                                           | 3:29                                  |
| 4.                                    | „I’m Your Basscreator”                                              | 5:24                                  |
| 5.                                    | „Russian Privjet”                                                   | 4:07                                  |
| 6.                                    | „Professional Party People”                                         | 3:09                                  |
| 7.                                    | „GPS”                                                               | 4:00                                  |
| 8.                                    | „Hello There”                                                       | 2:40                                  |
| 9.                                    | „We Are the Waccos”                                                 | 3:58                                  |
| 10.                                   | „The Beat”                                                          | 3:35                                  |
| 11.                                   | „Without Stars”                                                     | 3:50                                  |
| 12.                                   | „Throw Your Hands Up” (Basshunter Remix) (Patrik and the Small Guy) | 3:10                                  |
| 13.                                   | „Strand Tylösand”                                                   | 3:17                                  |
| 14.                                   | „Between the Two of Us”                                             | 3:58                                  |
| 15.                                   | „Boten Anna” (Instrumental)                                         | 3:20                                  |
| 16.                                   | „DotA” (Club Mix)                                                   | 5:44                                  |
| 17.                                   | „Jingle Bells”                                                      | 2:46                                  |
| 18.                                   | „Beer in the Bar”                                                   | 3:51                                  |

| Wersja specjalna   | Wersja specjalna                                                    | Wersja specjalna |
| Nr                 | Tytuł                                                               |                  |
| ------------------ | ------------------------------------------------------------------- | ---------------- |
| 1.                 | „Now You’re Gone” [Radio]                                           |                  |
| 2.                 | „DotA” [Radio]                                                      |                  |
| 3.                 | „I’m Your Basscreator”                                              |                  |
| 4.                 | „Russia Privjet”                                                    |                  |
| 5.                 | „Professional Party People”                                         |                  |
| 6.                 | „GPS”                                                               |                  |
| 7.                 | „Hello There”                                                       |                  |
| 8.                 | „We Are the Waccos”                                                 |                  |
| 9.                 | „The Beat”                                                          |                  |
| 10.                | „Without Stars”                                                     |                  |
| 11.                | „Throw Your Hands Up” (Basshunter Remix) (Patrik and the Small Guy) |                  |
| 12.                | „Strand Tylösand”                                                   |                  |
| 13.                | „Between the Two of Us”                                             |                  |
| 14.                | „Boten Anna” [Radio Version]                                        |                  |
| 15.                | „Boten Anna” [German Version]                                       |                  |
| Materiał dodatkowy |                                                                     |                  |
| 16.                | „Now You’re Gone” [Video]                                           |                  |
| 17.                | „DotA” [Video]                                                      |                  |
| 18.                | „Boten Anna” [Video]                                                |                  |

| Wersja wydana w Japonii | Wersja wydana w Japonii                                                     | Wersja wydana w Japonii | Wersja wydana w Japonii |
| Nr                      | Tytuł                                                                       | Długość                 |                         |
| ----------------------- | --------------------------------------------------------------------------- | ----------------------- | ----------------------- |
| 1.                      | „Now You’re Gone” [Radio Version] (DJ Mental Theo’s Bazzheadz)              | 3:27                    |                         |
| 2.                      | „Throw Your Hands Up” [Basshunter Remix] (Patrik and the Small Guy)         | 3:10                    |                         |
| 3.                      | „DotA” [Radio Version]                                                      | 3:20                    |                         |
| 4.                      | „I’m Your Bass Creator”                                                     | 5:24                    |                         |
| 5.                      | „Russia Privjet”                                                            | 4:07                    |                         |
| 6.                      | „Professional Party People”                                                 | 3:08                    |                         |
| 7.                      | „GPS”                                                                       | 4:00                    |                         |
| 8.                      | „Hello There”                                                               | 2:40                    |                         |
| 9.                      | „We Are the Waccos”                                                         | 3:58                    |                         |
| 10.                     | „The Beat”                                                                  | 3:35                    |                         |
| 11.                     | „Without Stars”                                                             | 3:49                    |                         |
| 12.                     | „Strand Tylösand”                                                           | 3:17                    |                         |
| 13.                     | „Between the Two of Us”                                                     | 3:57                    |                         |
| 14.                     | „Boten Anna” [Radio Version]                                                | 3:30                    |                         |
| 15                      | „Throw Your Hands Up” [Basshunter Remix] (Patrik and the Small Guy) (Video) |                         |                         |
| 16                      | „Now You’re Gone” (Video)                                                   |                         |                         |

## Odbiór

### Krytyka
| AllMusic | [ 24 ] |

Matthew Chisling z serwisu AllMusic stwierdził w swojej recenzji, że album przyniósł Basshunterowi jego najlepsze beaty. Håkan Steen z dziennika „Aftonbladet” orzekł, że album jest dla ludzi, którzy prowadzą ten sam styl życia co Basshunter, przesiadujących w serwisie społecznościowym Lunarstorm, czatujących na kanałach czatowych i grających w gry komputerowe przez Internet. Za najlepszy utwór uznał „Festfolk”. Stefan Thungren z dziennika „Svenska Dagbladet” uznał, że w materiale odczuwalne jest celowe nieudolne wykonanie. Stwierdził również, że wyrafinowany i trudny okrzyk w utworze „Festfolk” jest inspirowany przez E-Type’a. Utwór „Strand Tylösand” został porównany przez Thungrena do letnich przebojów zespołu Gyllene Tider. Negatywnie odniósł się on do trance’owej przeróbki szwedzkiego hymnu „Sverige”. W podsumowaniu zwrócił uwagę na to, że instrumentalna wersja utworu „Boten Anna” zawiera kilka melancholijnych momentów. Andreas Nordström z dziennika Expressen negatywnie opisał album jako jedno z najtrudniejszych wydań w historii.

### Pozycje na listach przebojów
| Państwo           | Lista (2006–2007, 2008) | Najwyższa pozycja | Certyfikat | Sprzedaż |
| ----------------- | ----------------------- | ----------------- | ---------- | -------- |
| Dania             | Album Top-40            | 3                 | 2×platyna  | 40 000   |
| Finlandia         | Top 40 Albums           | 4                 | platyna    | 33 365   |
| Szwecja           | Top 60 Albums           | 5                 | –          | –        |
| Austria           | Alben Top 75            | 12                | –          | –        |
| Norwegia          | Top 40 Albums           | 19                | –          | –        |
| Stany Zjednoczone | Dance/Electronic Albums | 24                | –          | –        |
| Francja           | Top 200 Albums          | 51                | –          | 11 020   |
| Holandia          | Album Top 100           | 66                | –          | –        |

### Nagrody
| Rok  | Nagroda                        |
| ---- | ------------------------------ |
| 2008 | European Border Breakers Award |

### Single
| Rok                                 | Tytuł                                  | Najwyższe pozycje na listach przebojów | Najwyższe pozycje na listach przebojów | Najwyższe pozycje na listach przebojów | Najwyższe pozycje na listach przebojów | Najwyższe pozycje na listach przebojów | Najwyższe pozycje na listach przebojów | Najwyższe pozycje na listach przebojów | Najwyższe pozycje na listach przebojów | Najwyższe pozycje na listach przebojów | Najwyższe pozycje na listach przebojów | Najwyższe pozycje na listach przebojów | Najwyższe pozycje na listach przebojów | Najwyższe pozycje na listach przebojów | Najwyższe pozycje na listach przebojów | Najwyższe pozycje na listach przebojów | Najwyższe pozycje na listach przebojów | Najwyższe pozycje na listach przebojów | Certyfikat                                   | Sprzedaż                                   |
| Rok                                 | Tytuł                                  | SWE                                    | GBR                                    | IRL                                    | FIN                                    | DNK                                    | NOR                                    | NLD                                    | DEU                                    | AUT                                    | CHE                                    | FRA                                    | BEL (WAL)                              | ESP                                    | EUR                                    | NZL                                    | AUS                                    | CAN                                    | Certyfikat                                   | Sprzedaż                                   |
| ----------------------------------- | -------------------------------------- | -------------------------------------- | -------------------------------------- | -------------------------------------- | -------------------------------------- | -------------------------------------- | -------------------------------------- | -------------------------------------- | -------------------------------------- | -------------------------------------- | -------------------------------------- | -------------------------------------- | -------------------------------------- | -------------------------------------- | -------------------------------------- | -------------------------------------- | -------------------------------------- | -------------------------------------- | -------------------------------------------- | ------------------------------------------ |
| 2006                                | „Boten Anna”                           | 1                                      | –                                      | –                                      | 4                                      | 1                                      | 3                                      | 2                                      | 9                                      | 2                                      | 45                                     | –                                      | –                                      | 20                                     | 30                                     | –                                      | –                                      | –                                      | - DNK: 3×platyna - SWE: platyna - AUT: złoto | - DNK: ~61 000 - SWE: 20 000 - AUT: 15 000 |
| 2006                                | „Vi sitter i Ventrilo och spelar DotA” | 6                                      | –                                      | 49                                     | 2                                      | 7                                      | 7                                      | 9                                      | 33                                     | 18                                     | –                                      | –                                      | –                                      | –                                      | –                                      | –                                      | –                                      | –                                      | - DNK: złoto                                 | - DNK: 4000                                |
| 2006                                | „Vifta med händerna”                   | 25                                     | –                                      | –                                      | 7                                      | –                                      | –                                      | –                                      | –                                      | –                                      | –                                      | –                                      | –                                      | –                                      | –                                      | –                                      | –                                      | –                                      |                                              |                                            |
| Dodane w kolejnych wydaniach albumu |                                        |                                        |                                        |                                        |                                        |                                        |                                        |                                        |                                        |                                        |                                        |                                        |                                        |                                        |                                        |                                        |                                        |                                        |                                              |                                            |
| 2006                                | „Jingle Bells”                         | 13                                     | 35                                     | –                                      | –                                      | –                                      | 9                                      | 31                                     | –                                      | –                                      | –                                      | –                                      | –                                      | –                                      | –                                      | –                                      | –                                      | –                                      |                                              |                                            |
| 2007                                | „Now You’re Gone”                      | 2                                      | 1                                      | 1                                      | 8                                      | 14                                     | 10                                     | –                                      | 18                                     | 14                                     | 29                                     | 6                                      | 5                                      | –                                      | 4                                      | 3                                      | 78                                     | 88                                     | - GBR: platyna - NZL: platyna                | - GBR: 600 000 - FRA: 92 230 - NZL: 15 000 |